# Microdon fumipennis
Microdon fumipennis är en tvåvingeart som beskrevs av Hull 1944. Microdon fumipennis ingår i släktet myrblomflugor, och familjen blomflugor. Inga underarter finns listade i Catalogue of Life.